# Can Vendrell (Canet de Mar)
Can Vendrell és una obra de Canet de Mar (Maresme) inclosa a l'Inventari del Patrimoni Arquitectònic de Catalunya.

## Descripció
Casa de planta baixa i pis, amb esgrafiats a la façana. La reixa de la finestra de la planta baixa i les obertures es conserven en bon estat, no com l'esgrafiat que està afectat per les humitats. Les successives pavimentacions han afectat l'alçada de l'edifici perjudicant notablement l'entrada.

## Història
Casa situada dins el nucli antic de la població. La façana està encarada al mar ja que durant el segle xvii i XVIII la notable expansió de les activitats marineres van fer que es construïssin més cases i magatzems.